# الأنبردواني
الأنبردواني (ت. 449 هـ / 1057 م) هو عالم بالأنساب، وفقيه حنفي.
هو أحمد بن محمد بن علي، أبو كامل، ابن نصير الأنبردواني (بفتح الألف وسكون النون وفتح الباء المنقوطة بواحدة وسكون الراء وضم الدال المهملتين وفي آخرها النون). نسبته إلى أنبردوان من قرى بخارى. وصفه صاحب الأعلام بأنه «شديد التعصب للحنفية، متحاملا على الشافعية».
من آثاره: «المضاهاة والمضافات في الأسماء والأنساب».